# Microtus abbreviatus
Microtus abbreviatus — вид гризунів родини Cricetidae. Він зустрічається лише на острові Св. Метью та прилеглому острові Хол на Алясці. На цих островах Берингового моря острівні полівки живуть у вологих низинах, на нижніх схилах гір і на пляжах, вкритих житнім травою. Ведуть денний спосіб життя і харчуються рослинними речовинами. Птахи та песці (єдині інші ссавці на острові) полюють на полівок.